# Paolo Marchese
Paolo Marchese (Torino, 23 novembre 1964) è un doppiatore e attore italiano.

## Biografia
Figlio degli attori Bob Marchese e Wilma D'Eusebio, si è diplomato presso il "Centro di Formazione Teatrale Alberto Blandi" di Torino. Attore teatrale, ha cominciato la carriera di doppiatore prestando la sua voce presso gli studi di Milano, per poi spostarsi successivamente a Roma. Tra gli attori che ha doppiato più volte vi sono Jeffrey Wright, John Travolta, Forest Whitaker e John Goodman. Ha inoltre prestato la voce a numerosi personaggi dei cartoni animati tra cui Troy McClure (st. 7-10) ne I Simpson, Hightower nella serie animata Scuola di polizia, Cosgrove in Freakazoid, Krang in Tartarughe Ninja alla riscossa e nella serie animata del 2012, Teenage Mutant Ninja Turtles - Tartarughe Ninja e Joe Dalton ne I Dalton. Marchese ha partecipato al doppiaggio inglese (diretto da Francesco Vairano) del film Pinocchio (2019) di Matteo Garrone, doppiando il personaggio di Mangiafuoco, interpretato da Gigi Proietti.
Dal 2012 si divide tra Roma e Grottaglie, dove risiede e gestisce, insieme alla moglie, un teatro.
Dal 2021 è la voce di Pietro Gambadilegno della Banda Disney e del Dottor Zoidberg a partire dall'ottava stagione di Futurama, in sostituzione di Angelo Nicotra.

## Doppiaggio

### Film
- Jeffrey Wright in Source Code, Broken City, Hunger Games - La ragazza di fuoco, Hunger Games - Il canto della rivolta - Parte 1, Hunger Games - Il canto della rivolta - Parte 2, Asteroid City, La trama fenicia
- Ricardo Darín in XXY, Il segreto dei suoi occhi, Cosa piove dal cielo?, Storie pazzesche, Truman - Un vero amico è per sempre, Tutti lo sanno, Criminali come noi, Argentina, 1985
- John Travolta in Svalvolati on the road, Daddy Sitter, From Paris with Love, Le belve, Gotti - Il primo padrino, Paradise City, Cash Out - I maghi del furto, Cash Out 2: High Rollers
- Forest Whitaker in The Butler - Un maggiordomo alla Casa Bianca, Il fuoco della vendetta - Out of the Furnace, Southpaw - L'ultima sfida
- John Goodman in I Love Shopping, L'ultima parola - La vera storia di Dalton Trumbo, Atomica bionda
- Ralph Ineson in The Witch, The Boy - La maledizione di Brahms, Nosferatu
- Randy Couture in Setup, I mercenari 2, I mercenari 3, I mercenari 4 - Expendables
- Anthony LaPaglia in Terza generazione, Spinning Boris - Intrigo a Mosca, Nemesi
- Richard Dreyfuss in Il vecchio che leggeva romanzi d'amore, Coast to Coast, Poseidon
- Darius McCrary in Transformers, Transformers - La vendetta del caduto, Transformers 3, Transformers 4 - L'era dell'estinzione, Transformers - L'ultimo cavaliere
- Mikael Persbrandt ne Lo Hobbit - La desolazione di Smaug, King Arthur - Il potere della spada
- Ronald Reagan ne La ricerca della felicità
- John Carroll Lynch in Noi due sconosciuti, Shutter Island
- Elliott Gould in Una pallottola spuntata 33⅓ - L'insulto finale
- Steve Coogan in Percy Jackson e gli dei dell'Olimpo - Il ladro di fulmini
- Alex Norton in Pirati dei Caraibi - La maledizione del forziere fantasma
- Karel Roden in RocknRolla, Orphan
- Pierre Arditi in Cuori, Alibi e sospetti
- Jo Prestia ne Il piccolo ladro, Irreversibile
- Keith Szarabajka ne Il cavaliere oscuro, Argo
- Matt Gerald in Avatar, Avatar - La via dell'acqua, Avatar - Fuoco e cenere
- Danny Huston in Scontro tra titani, La furia dei titani
- Alexis Denisof in The Avengers, Guardiani della Galassia
- Carlos Carrasco in Speed
- Carl Wharton in The Perfect Husband
- Paul Anderson in Revenant - Redivivo
- Jon Favreau in The Wolf of Wall Street
- Jacob Matschenz ne L'onda (2008)
- Gary Lewis in Eragon
- Bob Senkewicz in Natale a New York
- Christopher Guest in Una notte al museo 2 - La fuga
- Paul Rae in Air Buddies - Cuccioli alla riscossa
- Colm Meaney in L'ultima vendetta
- Wayne Duvall in The Hunt
- Nicholas Woodeson in Skyfall
- Jeff Chase in Swamp Shark
- David Bamber in Miss Potter
- John Cothran in Yes Man
- Miguel Ferrer in Iron Man 3
- Paul Calderón in 21 grammi
- Ben Hernandez Bray in The Grey
- J.K. Simmons in Terminator Genisys
- Morris Chestnut in The Call
- Antoni Corone ne I padroni della notte
- Brad William Henke in Split
- Gigi Proietti in Pinocchio (versione inglese)
- Ray Winstone in Black Widow
- Robert Forster in El Camino - Il film di Breaking Bad
- Konstantin Lavronenko in The Last Warrior
- Jerome Flynn in John Wick 3 - Parabellum
- Woodrow Schrieber in Corsa contro il tempo - The Desperate Hour
- Stephen McKinley Henderson in Civil War
- Neil Sandilands ne Il regno del pianeta delle scimmie
- Jason Alexander in The Electric State
- Clent Bowers in Vi presento i nostri
- Zlatko Burić in Superman
- Leandro Hassum in Famiglia, ma non troppo

### Film d'animazione
- Joe Dalton in Lucky Luke e la più grande fuga dei Dalton, Lucky Luke (ridoppiaggio 2015), Lucky Luke - La ballata dei Dalton (ridoppiaggio 2015), La grande avventura dei Dalton
- Frankenstein/Frank in Hotel Transylvania, Hotel Transylvania 2, Hotel Transylvania 3 - Una vacanza mostruosa, Hotel Transylvania - Uno scambio mostruoso
- Khampa in Rock Dog, Rock Dog 2, Rock Dog 3
- Animal in A Christmas Letters To Santa, Muppets Haunted Mansion - La casa stregata
- Rabbia in Inside Out, Inside Out 2
- Li Shan in Kung Fu Panda 2, Kung Fu Panda 3, Kung Fu Panda 4
- Nonno in Alla ricerca della Valle Incantata 6 - Il segreto di Saurus Rock
- Genma Himuro in Ninja Scroll
- Kokomon in Digimon - Il film
- Duca in Seconda stella a sinistra
- Serafino in Pilù, l'orsacchiotto con il sorriso all'ingiù
- Imoral ne I Lunes e la sfera di Lasifer
- Badabè in I Magicanti e i tre elementi
- Bruto ne Il viaggio di Natale di Braccio di Ferro
- Kurogane in Tsubasa Chronicle - Il film
- P. Biggie in Cappuccetto Rosso e gli insoliti sospetti
- Mazzaf in Asterix e i vichinghi
- Horst in Ratatouille
- Layton T. Montgomery e Splitz in Bee Movie
- Vlad in Ortone e il mondo dei Chi
- Lupo Nero in Niko - Una renna per amico
- Gen. Loathsom in Star Wars: The Clone Wars
- Potente  in Tiffany e i tre briganti
- Ron Ben-Yishai in Valzer con Bashir
- Lupo Cattivo in Shrek terzo
- Yeti Tubone in Lissy - Principessa alla riscossa
- Gatto in Coraline e la porta magica
- Eli Gran Papà La Bouff ne La principessa e il ranocchio
- 8 in 9
- Bosco in Sansone
- Chackral in Cuccioli - Il codice di Marco Polo
- Mabel in Shrek e vissero felici e contenti
- Erendor in Winx Club 3D - Magica avventura
- Shogen Itadori in Sword of the Stranger
- Lord Garmadon in Lego Ninjago
- Ares in Wonder Woman
- Sig. Prenderghast in ParaNorman
- Carceriere in Pinocchio (2012)
- Phango in Khumba
- Big Boss in Rio 2 - Missione Amazzonia
- Sir Langsdale in Boxtrolls - Le scatole magiche
- Yama in Big Hero 6
- Mox in Mune - Il guardiano della luna
- Simeon ne Il più grande uomo scimmia del Pleistocene
- Rapollo in Albert e il diamante magico
- Manchas in Zootropolis
- Capo della polizia in Otto il rinoceronte
- Neil deBuck Weasel in L'era glaciale - In rotta di collisione
- Ryker in Planes 2 - Missione antincendio
- Lupo Alfa in Cicogne in missione
- Roccia in Ozzy - Cucciolo coraggioso
- Thaddeus in Gli eroi del Natale
- Banzou in Peng e i due anatroccoli
- Wilson Fisk/Kingpin in Spider-Man - Un nuovo universo
- Combat Carl in Toy Story 4
- Cancelliere in SpongeBob - Amici in fuga
- Zio Ugo in Luca
- Atsugi in Human Lost - Lo squalificato
- Pelejo in Ainbo - Spirito dell'Amazzonia
- Jimbo in Paws of Fury - La leggenda di Hank
- Naboukov in Ernest e Celestine - L'avventura delle 7 note
- Poseidone in Argonuts - Missione Olimpo
- Papà Pig in Peppa Pig - Gli Stivali D'oro
- Savior e Sonny in Coonskin

### Serie televisive
- Jason Beghe in Prime Suspect, Castle, Chicago Fire, Chicago P.D., Chicago Med, Chicago Justice, Law & Order - Unità vittime speciali
- Ice-T in Law & Order - Unità vittime speciali, Law & Order - I due volti della giustizia
- Richard Kind in Glee, Only Murders in the Building
- Lennie James in The Walking Dead, Fear the Walking Dead
- Goran Višnjić in E.R. - Medici in prima linea, Vikings: Valhalla
- Ralph Ineson in Chernobyl, Peaky Blinders
- Robert Forster in Breaking Bad, Better Call Saul
- Personaggi vari in Squadra Speciale Cobra 11, Law & Order - I due volti della giustizia
- Manuel de Blas in Grand Hotel - Intrighi e passioni
- Robert Wisdom in Prison Break
- Danny John-Jules in Delitti in Paradiso
- Jack McGee in Rescue Me
- Les Gold ne Il banco dei pugni
- Eamonn Walker in Oz
- Adam Baldwin in Castle
- Barry Shabaka Henley in FlashForward
- Jim Carter in Downton Abbey
- Willy McQuillian in Mountain Monsters
- Thalaivasal Vijay in Citadel: Honey Bunny
- Vondie Curtis-Hall in Rosewood
- Vincent Pastore ne I Soprano
- Michael Dorn in Star Trek - Deep Space Nine e Star Trek: Picard
- Scott Bakula in Star Trek - Enterprise
- Joaquín Climent in Fisica o chimica
- Clarke Peters ne Gli Irregolari di Baker Street
- Thom Barry in Cold Case - Delitti irrisolti
- Forest Whitaker in Criminal Minds: Suspect Behavior
- Brian Benben in Private Practice
- David Keith in Nikita
- Illyrio Mopatis ne Il Trono di Spade
- Ron Cook ne Il diario di Anna Frank
- Erdan Alkan in Squadra Omicidi Istanbul
- Mark Ryan in Black Sails
- Jeffrey Wright in Dr. House - Medical Division
- Helmfried von Lüttichau in Last Cop - L'ultimo sbirro
- John Larroquette in The Librarians
- David Harewood in Supergirl
- Duncan Bravo in Henry Danger
- Wendell Pierce in The Wire
- Jerry Stiller in The King of Queens
- Carl Weathers in The Mandalorian
- F. Murray Abraham in Mythic Quest
- Mykelti Williamson in 24
- Germán Escallón in Chica vampiro
- Jorge Martínez in I due volti dell'amore
- Carlos Cámara Jr. in Señora
- Osvaldo Guidi in Celeste
- Shaun Johnston in Heartland
- Diego Armando Maradona in Maradona: sogno benedetto
- Steven Ogg in Better Call Saul (5x05)
- Ron Selmour in The Imperfects
- George Takei in Avatar - La leggenda di Aang
- Peter Tuiasosopo in Il pericolo è il mio mestiere
- Giancarlo Esposito in The Gentlemen
- Rufus Sewell in Eleventh Hour
- Jason Barnett in Il conte di Montecristo
- Magic Johnson in The Last Dance
- Ricardo Darín in L'Eternauta

### Serie animate
- Leomon e Myotismon in Digimon Adventure; Mummymon in Digimon Adventure 02; Guilmon in Digimon Tamers; Kerpymon e Grumblemon/Gigasmon in Digimon Frontier
- Pietro Gambadilegno in Topolino: il racconto delle due streghe e Topolino - La casa del divertimento
- Troy McClure (st. 7-10, 2ª voce), Barney Gumble (ep.3x19), Rev. Timoty Lovejoy (ep.6.19, 23) e Lenny Leonard (ep.3.19) ne I Simpson
- Osama bin Laden e Stan Smith (ep.11.17) ne I Griffin
- Animal in Muppet Show (ridoppiaggio 2021), I Muppet, Muppet Babies, Ecco i Muppet e The Muppets Mayhem Band
- Moses Hightower in Scuola di polizia
- Kanon di Gemini ne I Cavalieri dello zodiaco
- Shane "Goose" Gooseman in I rangers delle galassie
- Krang (1987) in Tartarughe Ninja alla riscossa, Teenage Mutant Ninja Turtles - Tartarughe Ninja
- Jack J. Kurtzman in Teenage Mutant Ninja Turtles - Tartarughe Ninja
- Capitano Stubble in Niente paura, c'è Alfred!
- Testa Dura in Cosa c'è nella palude?
- Megaforce in Universi paralleli per Bucky O'Hare
- Ninja Murasaki in Dragon Ball
- Serg. Mike Cosgrove in Freakazoid!
- Leo Cuordileone ne I Cuordileone
- Giovanni il marinaio in Cristoforo Colombo
- Capitano in Mike, Lu & Og
- Pirata Barbasporca in Due fantagenitori
- Warhok in Kim Possible
- Michael Collins in Ghostforce
- Dottor Zoidberg (st. 8+) e Testa di Nixon (ep. 7x16-23) in Futurama
- Biggie Smalls in House of Rock
- Gheorg Haskill in Nadja
- Crystal in Bosom Pals
- Gami Gami in PoPoLoCrois
- Sariac in Pitt & Kantrop
- Tayara in Inuk
- Duca Bururu in Le incredibili avventure di Zorori
- Mantohihi in Super Niyandar - Il gatto mascherato
- Kinzo Momoyama in Victory Kickoff!! - Sfide per la vittoria
- George ne I fratelli Koala
- Norman Osborn in The Spectacular Spider-Man
- Brad Bitoh in Machine Robo Rescue
- Rex in Capitan Clark
- Vernon Wendell in Crash Canyon
- Papà Pig in Peppa Pig
- Tubo in Sfera Cubo Sfera
- Sediabuonna in Spongebob
- Imperatore in Planet Sheen
- Sever in Hot Wheels Battle Force 5
- Joe Dalton ne I Dalton
- Gekidrago in Pretty Cure
- Belzei in Pretty Cure
- Uraganos in Pretty Cure Max Heart
- Tymilph l'Impetuoso in Sfondamento dei cieli Gurren Lagann
- Bloody in Yes! Pretty Cure 5
- Dutch in Black Lagoon
- Seymour Hillman in Inazuma Eleven - La squadra delle meraviglie
- Bebo Bestione in PPG Z - Superchicche alla riscossa
- Taiga in Scan2Go
- Nebatakos in Yes! Pretty Cure 5 GoGo!
- Robert Tubbs in The Cleveland Show
- Tadashi Yamabuki in Fresh Pretty Cure!
- Attuma in Avengers Assemble
- Nonno Phil in Hey, Arnold!
- Hades in Fairy Tail
- Jamal in Vai Diego
- Leoncavallo in Bu-Bum! La strada verso casa
- Uatu in What If...?
- Lord Garmadon/Sensei Garmadon in LEGO Ninjago
- Sig. McGregor in Peter Coniglio
- Garazeb "Zeb" Orrelios in Star Wars Rebels
- Travis in Bob aggiustatutto
- Hurakan ne L'isola del tesoro (2015)
- Boxy Bass in DuckTales (2017)
- Grande Puffo ne I Puffi (2021)
- Dio (2ª voce) Disincanto
- Maestro Cheng in Kung Fu Panda - Mitiche avventure
- Yama in Big Hero 6 - La serie
- Aiguille Delaz in Mobile Suit Gundam 0083: Stardust Memory
- Gordie in Chip and Potato
- Rabbia in Dream Productions

### Videogiochi
- Conte Succhiasangue in Bugs Bunny e Taz in viaggio nel tempo (2000)
- Chick Hicks in Cars - Motori ruggenti (2006), Disney Infinity (2013)[2]
- Voce Narrante/Spirito di Rifiutolandia in Epic Mickey 2: L'avventura di Topolino e Oswald (2012)[3]
- Floyd Campbell in Call of Duty: Black Ops III (2015)[4]
- Rabbia (Inside Out) in Disney Infinity 3.0 (2015)[5]
- Reinhardt (prima voce) in Overwatch (2016)
- Frank in Hotel Transylvania - Avventure da paura (2022)[6]

### Pubblicità
- Dove Men Care (2013)
- Mulino Bianco (dal 2021)

### Programmi televisivi
- Brett Raymer in Acquari di famiglia
- Les Gold ne Il banco dei pugni
- Willy McQuillian in Mountain Monsters

### Documentari
- Voce narrante in Cosmos: Odissea nello spazio

## Filmografia

### Cinema
- Corsa in discesa, regia di Corrado Franco (1989)
- Portami via, regia di Gianluca Maria Tavarelli (1994)

### Televisione
- Caporetto perché - film TV, regia di Massimo Scaglione (1983)
- Passioni - serie TV (1989)
- La stella del parco - serie TV (1991)
- Tetrix, quello strano bagliore - Serie TV (1991)
- Il grande Fausto - miniserie TV, regia di Alberto Sironi (1995)
- Il caso Bozano - film TV, regia di Felice Farina (1996)

## Teatro
- Il ventre del gigante di Fabio Doplicher, regia di Roberto Guicciardini (1976)
- Zio Vanja di Anton Cechov, regia di Mario Missiroli (1985)
- Caligola di Albert Camus, regia di Alberto Ferrari (1992)
- Il berretto a sonagli di Luigi Pirandello, regia di Paolo Marchese (2018)